# Thule-Gesellschaft

Gruppen-Emblem der Thule-Gesellschaft mit einem Kreis und einem abgerundeten Hakenkreuz.

Die Thule-Gesellschaft war ein politischer Geheimbund, der gegen Ende des Ersten Weltkrieges im August 1918 in München von Rudolf von Sebottendorf gegründet wurde und in seiner stärksten Phase im Winter 1918/19 rund 1500 Mitglieder hatte.

Er wurde nach der sagenhaften Insel Thule benannt, die weit im Norden gelegen haben soll. Die Thule-Gesellschaft war völkisch-antisemitisch ausgerichtet. Sie bekämpfte die Novemberrevolution von 1918, den von Kurt Eisner (USPD) ausgerufenen Freien Volksstaat Bayern sowie die nachfolgende Münchner Räterepublik, die sie als Ausfluss einer „jüdischen Weltverschwörung“ ansah. Nach 1919 verlor sie schnell an Bedeutung und löste sich 1925 auf. In jüngerer Zeit ist sie Anknüpfungspunkt vielfältiger Verschwörungstheorien und Fiktionen.

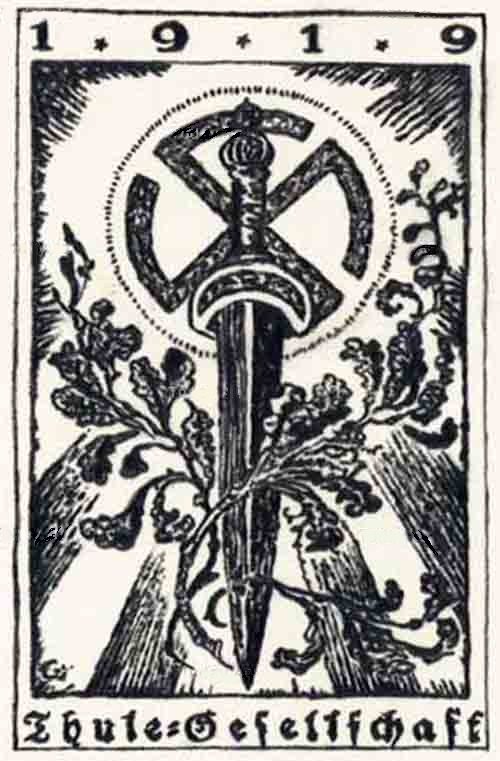
Emblem im Jahr 1919

## Geschichte

### Gründung
Die Gesellschaft ging auf den 1912 gegründeten antisemitischen Germanenorden zurück, der sich 1916 gespalten hatte. Anfang 1918 sammelte der Abenteurer und Okkultist Rudolf von Sebottendorf, der 1913 nach längerem Aufenthalt im Osmanischen Reich nach Deutschland zurückgekehrt war und reich geheiratet hatte, die verbliebenen bayerischen Anhänger des Ordens in München. Dabei bediente er sich eines scheinbar okkultistischen Rahmens und der altgermanischen Anspielung im Namen, um die eigentlichen Ziele zu kaschieren. Dass der Germanenorden im Hintergrund stand, sollte nicht deutlich werden. Am 17./18. August 1918 wurde der neue Geheimbund mit der Bezeichnung „Thule Gesellschaft, Orden für deutsche Art“ offiziell gegründet. Am 3. August 1919 wurde er unter dem Namen „Thule-Gesellschaft zur Erforschung deutscher Geschichte und Förderung deutscher Art e. V., Sitz München“ ins Vereinsregister eingetragen.
Der Versammlungsort war von 1919 bis 1924 das Münchener Luxushotel „Vier Jahreszeiten“. Im Winter 1918/19 hatte die Thule-Gesellschaft etwa 1.500 Mitglieder, davon 250 in München. Es handelte sich überwiegend um Akademiker, Aristokraten und Geschäftsleute. Als Emblem der Gesellschaft wurde ein Hakenkreuz mit Strahlenkranz hinter einem blanken Schwert gewählt, als Mottos galten „Halte dein Blut rein“ und „Bedenke, dass du ein Deutscher bist“, die Grußformel der Mitglieder untereinander war „Heil und Sieg“.
Mitglieder der Gesellschaft mussten das sogenannte „Blutbekenntnis“ unterzeichnen, das folgenden Wortlaut hatte: „Unterzeichner versichert nach bestem Wissen und Gewissen, daß in seinen und seiner Frau Adern kein jüdisches oder farbiges Blut fließe und daß sich unter den Vorfahren auch keine Angehörigen der farbigen Rassen befinden.“

### Aktivitäten
Die Gesellschaft entfaltete eine massive, vor allem antisemitisch geprägte Propagandatätigkeit, indem sie „den“ Juden als „Todfeind des deutschen Volkes“ bezeichnete und die teilweise wirren und unruhigen Zustände der Rätezeit als angebliche Beweise einer „jüdischen Weltverschwörung“ vorbrachte, die es zu bekämpfen gelte. Ziel der Thule-Gesellschaft war die Errichtung einer Diktatur und die Vertreibung aller Juden aus Deutschland.
Das Publikationsorgan war der Münchener Beobachter, der durch finanzielle Unterstützung von Seiten Käthe Bierbaumers gekauft werden konnte. 1920 wurde das Blatt von der Nationalsozialistischen Deutschen Arbeiterpartei (NSDAP) übernommen und in Völkischer Beobachter umbenannt.
Daneben versuchte Sebottendorf ariosophischen Lehren in der Gesellschaft Geltung zu verschaffen. Er ließ sie in seine Reden einfließen, und es wurden Studienkreise zu diesbezüglichen Themen wie nordische Kultur und Heraldik eingerichtet.
Nach der Ausrufung des Freien Volksstaates Bayern am 8. November 1918 durch Kurt Eisner, den die Gegner der Revolution als Landesverräter, Zerstörer bayrischer Traditionen und nicht zuletzt als angeblich aus Galizien zugewanderten Juden diffamierten, wurde der Kampfbund Thule als militärischer Arm der Thule-Gesellschaft gegründet. Dieser beteiligte sich im Dezember 1918 an den Vorbereitungen eines Staatsstreichs, an einem Versuch, Ministerpräsident Eisner zu entführen, und an verschiedenen Gewalttaten. An der Ermordung Eisners am 21. Februar 1919 war die Thule-Gesellschaft indirekt beteiligt: Der Mörder Anton Graf von Arco auf Valley war zuvor zeitweilig Mitglied der Gesellschaft gewesen. Er wurde wegen seiner halbjüdischen Mutter ausgeschlossen und wollte durch den Mord an Eisner seine nationale Gesinnung beweisen.
Im Januar 1919 war der Thule-Aktivist Karl Harrer, ein Sportjournalist des Münchner Beobachters, an der Gründung der Deutschen Arbeiterpartei beteiligt, deren Vorsitzender er wurde. Sie wurde 1920 in NSDAP umbenannt. Harrer war jedoch schon zuvor mit Adolf Hitler in Konflikt geraten und verließ die DAP. Etliche Personen, die später in der NSDAP Bedeutung erlangten, wurden als „Gäste“ der Thule-Gesellschaft registriert, darunter Alfred Rosenberg, Rudolf Heß und Hans Frank. Hitler selbst war nie Mitglied der Thule-Gesellschaft.
Auch gegen die im April 1919 ausgerufene Münchner Räterepublik wurde die Thule-Gesellschaft aktiv. Thule-Aktivisten unterwanderten die Münchner Rote Armee und die Kommunistische Partei und sammelten Informationen. Dabei konnten sie sich als angebliche Eisenbahnbeamte dieses Verkehrsmittels bedienen, da der Thule-Vorsitzende Friedrich Knauf als Bahninspektor ihnen entsprechende Ausweise besorgte. Die gewonnenen Informationen wurden an die nach Bamberg ausgewichene SPD-geführte Regierung weitergeleitet.
Während der Räteherrschaft in München bot Sebottendorff in den von ihm angemieteten Räumen im Hotel „Vier Jahreszeiten“ völkisch ausgerichteten Organisationen, die ihre bisherigen Räumlichkeiten verloren hatten, Unterschlupf. Dazu gehörten die Nationalliberale Partei, der Alldeutsche Verband, der Deutsche Wehrverein und der Deutschnationale Handlungsgehilfen-Verband.
Am 26. April 1919 wurde das Hotel „Vier Jahreszeiten“ als Sitz der Thule-Gesellschaft von der räterepublikanischen Militärpolizei gestürmt, und etwa 20 Personen wurden festgenommen. Am 30. April wurden sieben in der Gewalt der Militärpolizei befindliche Thule-Mitglieder, darunter Prinz Gustav Franz Maria von Thurn und Taxis und drei weitere Adlige, im Luitpold-Gymnasium erschossen. Als „Geiselmord im Luitpold-Gymnasium“ erregte dies internationales Aufsehen und löste in München Entsetzen bei der bis dahin ruhig gebliebenen Bevölkerung aus. In den folgenden Tagen des 1.–3. Mai wurde die Räterepublik durch den Einmarsch der Reichswehr und konterrevolutionärer Freikorps niedergeschlagen.
Zur Bedeutung der Thule-Gesellschaft schreibt der Historiker Nicholas Goodrick-Clarke:

„Aufgrund ihrer Propaganda und ihrer konterrevolutionären Tätigkeit, aber auch wegen des Märtyrertodes der Geiseln spielten die ‚Thule-Gesellschaft‘ und der ‚Germanenorden‘ eine bedeutende Rolle beim Entstehen einer aufgeheizten und emotionsgeladenen Atmosphäre, in der extreme Bewegungen wie der Nationalsozialismus gedeihen konnten.“

### Auflösung
Nach dem gewaltsamen Ende der Münchner Räterepublik zerfiel die Thule-Gesellschaft und verlor ihre Bedeutung in der völkischen Bewegung. Sebottendorff, der die konterrevolutionären Aktivitäten der Gesellschaft organisiert hatte, wurde dafür verantwortlich gemacht, dass die Mitgliederlisten in die Hände der Militärpolizei gelangt waren, und zog sich aus der Gesellschaft zurück.
In den ersten Jahren hatte die Gesellschaft etwa 200 Mitglieder. Da schließlich weniger als 20 Mitglieder übrig blieben, die sich zu Gedenksitzungen versammelten, wurde sie um 1925 aufgrund mangelnder Unterstützung aufgelöst. 1932 wurde sie aus dem Vereinsregister gelöscht.
Es gab mehrere erfolglose Neugründungs-Versuche, zuletzt 1933 durch Sebottendorf, der sich zudem mit seinem Buch Bevor Hitler kam (1933) als Vorläufer des Nationalsozialismus anzupreisen versuchte. Das stieß allerdings auf den Widerstand des nationalsozialistischen Regimes, und Anfang 1934 wurde er kurzzeitig inhaftiert und dann aus Deutschland abgeschoben.

## Wirkungsgeschichte

### Hakenkreuz und „Sieg Heil“
Die Verwendung des Hakenkreuzes als Symbol der NSDAP geht auf einen Vorschlag Friedrich Krohns zurück, der neben der NSDAP auch dem Germanenorden und der Thule-Gesellschaft angehörte. Entgegen Krohns Vorschlag setzte Hitler jedoch durch, dass das Symbol in umgekehrter Drehrichtung verwendet wurde. Beide Varianten waren damals in völkischen Kreisen gebräuchlich.
Eine Hypothese besagt, dass der Gruß der Thule-Gesellschaft „Heil und Sieg“ später zum „Sieg Heil“ des Hitlergrußes wurde.

### Mythen und Spekulationen
In der Nachkriegszeit wurde die Thule-Gesellschaft zum Gegenstand vieler, teils abenteuerlicher Mythen und Spekulationen, die zum Teil auf Sebottendorfs Memoiren zurückgehen, in denen er den Anteil der Thule-Gesellschaft an der Entstehung der NSDAP stark übertrieben hatte. In ihrem Buch Le matin des magiciens (1960, deutsch: Aufbruch ins dritte Jahrtausend, 1962) behaupteten Louis Pauwels und Jacques Bergier, dass zwei angebliche Mitglieder der Thule-Gesellschaft, Dietrich Eckart und Karl Haushofer, in den frühen 1920er Jahren Einfluss auf Hitler erlangt hätten, indem sie ihm Kenntnisse über okkulte Kräfte übermittelten, welche ihnen unter anderem durch die Thule-Gesellschaft zugänglich geworden seien. Diese Gesellschaft sei der „magische Mittelpunkt der NS-Bewegung“ und im Geheimen die eigentlich lenkende Kraft des Dritten Reiches gewesen. Auch Alfred Rosenberg, einer der führenden Ideologen der NSDAP, wurde in diesem Zusammenhang genannt. Tatsächlich war Eckart ein bedeutender Mentor Hitlers in dessen Anfangszeit als Parteiführer, indem er ihn in die „bessere Gesellschaft“ einführte, und auch dem Geographen Haushofer wird in der seriösen Literatur ein Einfluss auf Hitler zugeschrieben, allerdings nur auf geopolitischem Gebiet („Lebensraum im Osten“). Es gibt jedoch keinerlei Belege dafür, dass Haushofer irgendetwas mit der Thule-Gesellschaft zu tun hatte, und auch Eckart und Rosenberg waren keine Mitglieder, sondern wurden lediglich als deren Gäste bei gewissen Veranstaltungen registriert. Ebenso gibt es für das behauptete Fortbestehen der Gesellschaft im Dritten Reich und für angebliche okkulte Aktivitäten keine Indizien. Die diesbezüglichen Darstellungen von Pauwels und Bergier werden daher sämtlich als rein fiktiv betrachtet.
Zu den zahlreichen weiteren Ausgestaltungen dieser Fiktion gehört ein 1964 von Dietrich Bronder publiziertes Buch, das denselben Titel trägt wie Sebottendorfs Buch von 1933, Bevor Hitler kam. Darin behauptet Bronder, die Thule-Gesellschaft habe Kontakte zu geheimen Klosterorden in Tibet gepflegt, und die vom „SS-Ahnenerbe“ finanzierte Deutsche Tibet-Expedition 1938/39 sei unternommen worden, um eine Radioverbindung zu den dortigen Lamas herzustellen. Bronder ergänzte seinen pseudohistorischen Bericht durch eine gefälschte Mitgliederliste der Thule-Gesellschaft, auf der u. a. Hitler und Benito Mussolini aufgeführt waren.
Die vielfältigen Schilderungen angeblicher okkulter Aktivitäten der Thule-Gesellschaft reichten bis zu der Behauptung, man habe dort satanistische Praktiken gepflegt. So schrieb Trevor Ravenscroft in The Spear of Destiny (1972, deutsch: Der Speer des Schicksals, 1974), bei derartigen Ritualen seien Juden und Kommunisten geopfert worden, und Eckart und Haushofer hätten Hitler in diese Praktiken eingeweiht und ihn so zu einem Werkzeug des Bösen gemacht.
In Wirklichkeit war die Thule-Gesellschaft eine rein weltliche, politische Kampforganisation, okkulte oder esoterische Rituale wurden nicht praktiziert. Insofern gilt es in der Geschichtswissenschaft als „Trugschluss“, anzunehmen, „der Nationalsozialismus hätte sich hauptsächlich in einem Dunstkreis des Okkultismus entwickelt“.

### „Thule“ im Rechtsextremismus
Einige jüngere rechtsextreme Gruppierungen nahmen Bezug auf die Thule-Gesellschaft und übernahmen den „Thule“-Namen, so das Thule-Netz in den 1990er Jahren. Auf die Thule-Gesellschaft rekurriert auch das rechtsextreme Thule-Seminar, das 1980 gegründet wurde.

### Populärkultur
Literatur
- Der Roman Das Buch der Lügen von Brad Meltzer beschreibt die Thule-Gesellschaft als okkulte Führerschaft, die sich unter dem Deckmantel des Nationalsozialismus dem Erforschen der Geheimnisse und Ursprünge des Universums sowie einer vergangenen übermächtigen germanischen Rasse verschrieben hat.
- Im Witchlight-Zyklus von Marion Zimmer Bradley überlebt die Thule-Gesellschaft das Dritte Reich und nimmt unter Leitung ihres magisch begabten Anführers Toller Hassloch aus dem Verborgenen Einfluss auf historische Ereignisse.

Film und Fernsehen
- In der Comicverfilmung Hellboy holt die Thule-Gesellschaft 1944 einen Dämon aus einer Parallelwelt, um den Zweiten Weltkrieg zu gewinnen.
- Im Horrorfilm The Nameless geht die namensgebende Sekte aus dem Gedankengut der Gesellschaft von Thule hervor.
- Im Anime Fullmetal Alchemist – Der Film: Der Eroberer von Shamballa versucht die Thule-Gesellschaft ebenfalls ein Tor zu einer Parallelwelt zu erstellen.
- In der US-amerikanischen Fernsehserie Supernatural ist die Thule-Gesellschaft eine Sekte von Nazi-Nekromanten.[27]

Spiele
- Im Videospiel Clive Barker’s Jericho versucht die Thule-Gesellschaft im Handlungsverlauf, mit okkulten Methoden die Welt zu vernichten.
- Im Videospiel BloodRayne ist ein Endgegner ein Thule-Hohepriester.
- Im Videospiel Lost Horizon ist die Thule-Gesellschaft an der Jagd nach einem Artefakt in Tibet im Jahr 1936 beteiligt.
- In den Videospielen der Wolfenstein-Reihe öffnet die Thule-Gesellschaft ebenfalls ein Tor zu einer Parallelwelt bzw. nutzt die mysteriösen Kräfte dieser Welt zum Bau von Waffen.
- Im Rollenspiel Hollow Earth Expedition ist die Thule-Gesellschaft eine treibende Kraft für die wissenschaftliche Erforschung der Hohlwelt durch das Dritte Reich.
- Im Point-and-Click-Adventure Dracula 3: Der Pfad des Drachen arbeiten Mitglieder der Thule-Gesellschaft darauf hin, Vampire zu werden, um einen Kriegsvorteil zu erringen.[28]